# Stora Byretjärnen
Stora Byretjärnen är en sjö i Dals-Eds kommun i Dalsland och ingår i Örekilsälvens huvudavrinningsområde.